# The Islanders
Pour les articles homonymes, voir Islanders.
Ne doit pas être confondu avec Island (groupe).
The Islanders est un groupe chypriote ayant participé au Concours Eurovision de la chanson 2010 à Oslo (Norvège). Le groupe a alors accompagné Jon Lilygreen avec la chanson « Life looks better in spring » (La vie est plus belle au printemps).

## Source
- (en) Cet article est partiellement ou en totalité issu de l’article de Wikipédia en anglais intitulé « The Islanders (band) » (voir la liste des auteurs).